# Фальшивая жизнь
Фальши́вая жизнь (англ. fake life) — феномен массового социального поведения. Суть явления заключается в том, что пользователь в Интернете избирательно демонстрирует аудитории моменты из придуманной яркой и интересной жизни, которая не имеет отражения в реальности. Данное явление также называют иллюзией благополучия.

## История возникновения
Термин «фальшивая жизнь» начал употребляться в 2012 году. Изначально под ним подразумевали создание виртуального персонажа в популярной игре The Sims и проживание в игре его жизненного цикла.
Позже термин стал широко использоваться в средствах массовой информации для определения общепринятой модели поведения в социальных сетях.

## Мнение специалистов
Психологи считают, пользователи показывают в своих профилях фальшивую жизнь, чтобы выглядеть в глазах других более успешными и сохранить доверие общества.
Создателей социальных сетей встревожило распространение среди пользователей тенденции выкладывать облагороженную информацию об их жизни. Чтобы сделать информационное пространство более живым, а контент более правдивым, разработчики создали новый формат публикаций — истории. Истории — короткие видео длительностью до 15 секунд, в которых пользователь может быстро поделиться моментом из своей жизни.
Формат быстро стал популярным, но проблему не решил. Пользователи только стали проявлять больше креативности, чтобы превратить 15 секундное видео в идеализированное отражение их реальности

## Влияние на общество
В 2013 году ученые из двух немецких университетов провели мониторинг 584 пользователей Фейсбука. Исследователи выяснили, что каждый третий человек чувствует себя хуже, смотря на снимки друзей. Кроме того, непопулярных пользователей социальных сетей расстраивает чрезмерная активность в чужих профилях, а тех, кто недавно пережил расставание, удручают истории влюбленных пар. Развитие в социальных сетях иллюзии чужого благополучия может вызвать сильный стресс у рядовых пользователей, а в запущенны случаях привести к апатии и депрессии.
Владельцы «идеальных» профилей сегодня сами испытывают дискомфорт при долгосрочном ведении своих аккаунтов. Полностью отдавая себя созданию «безупречного» образа в свои аккаунтах, они становятся заложниками своего положения. Пользователи испытывают на себе большое давление со стороны аудитории, которое омрачает все плюсы и преимущества такого социального поведения..
Известны случаи крайне негативных последствий фальсификации жизни в социальных сетях. 5 октября 2015 года американку Кирстен Рикенбах Сервени (Kiersten Rickenbach Cerveny) нашли мертвой в старом жилом доме. Причиной смерти стала передозировка наркотиков. Друзья и близкие были совершенно сбиты с толку: девушка всегда была для них «лучом солнца», а её профили сквозили позитивом и любовью к жизни. Случай вызвал большой общественный резонанс и стал причиной споров о влиянии социальных сетей на нашу жизнь.
На сегодняшний день зафиксировано множество подобных случаев по всему миру. Специалисты ищут способы минимизировать негативный эффект от использования социальных сетей. Для этого проводятся масштабные исследования в данной области.

## В культуре
За последнее десятилетие тема фальшивой жизни все чаще затрагивается в кинематографе. В 2013 году вышел короткометражный фильм под названием "Social Life", повествующий о девушке, которая оказалась в ловушке социальных сетей. На первый взгляд, героиня социально активна и находится в гармонии с собой: она соблюдает диету, занимается спортом и наслаждается каждым днем. Об этом она регулярно пишет в социальных сетях. Однако, в течение просмотра зритель понимает, что «правильность» девушки — лишь фасад для социальных сетей. На самом деле героиня одинока и глубоко несчастна.

Создатель фильма, начинающий продюсер Керит Лемон рассказывает реальную историю. В основу сюжета легли события в жизни 19-летней модели Эссены О'Нил, которая внезапно решила перестать вести блог, насчитывавший более 750 тысяч подписчиков. Девушка призналась, что "тонет в иллюзии", поэтому решилась на ответственный шаг - удалила все свои аккаунты. В своем видео об уходе девушка рассказала о своих чувствах и постаралась убедить людей больше заботиться о своей реальной жизни, нежели чем об аккаунтах в Интернете.
Я просто хочу, чтобы молодые девушки знали, что это не настоящая жизнь, не крутая и не вдохновляющая. Это наигранное совершенство для того, чтобы привлечь внимание.Эссена О’Нил
Тема поддержания определенного положительного образа в социальной среде поднимается и в популярном британском сериале «Черное зеркало». Так, в 1 эпизоде 3 сезона главная героиня всячески пытается воплотить в жизнь свой идеальный образ, созданный для контакта с окружающими. Ее усилия всегда оставаться позитивной, чтобы всем нравится, терпят крах, что в итоге приводит девушку к нервному срыву. Создатели сериала как бы смотрят в будущее. Они стремятся показать, что может произойти, если та жизнь, которую мы ведем в сети, станет нашей реальностью.

## Критика
Все больше пользователей считают, что феномен негативно влияет на психологическое состояние людей. В сети набирают популярность публикации в формате Instagram vs Reality, в которых пользователи разоблачают авторов «идеальных» профилей и настаивают на том, что все нужно подвергать сомнению.
Однако существует мнение, что идеализация жизни в социальных сетях не является пороком, а наоборот побуждает стремиться к лучшему в реальности. Профили в социальных сетях в этом случае рассматривают как визуализацию личного успеха. Когда пользователь изо дня в день демонстрирует аудитории моменты из своей «фальшивой» жизни, он сам начинает в неё верить. Подсознательно это побуждает совместить реальность и выдумку, что в некоторых случаях может привести к положительным результатам.
Несколько авторитетных изданий отозвались о феномене положительно. Они считают, вести фальшивую жизнь в социальных сетях вполне нормально. Такое пользовательское поведение не считается отклонением, так как оно соответствует принятым в сети нормам и отвечает законам времени.